# Alliance internationale des femmes
Pour les articles homonymes, voir AIF et IAW.
L'Alliance internationale des femmes (AIF, en anglais : International Alliance of Women, IAW) est une organisation féministe internationale, fondée en 1904. Elle représente plus de 50 organisations dans le monde ainsi que des membres individuels. L'AIF a un statut consultatif au Conseil économique et social des Nations unies et du Conseil du statut participatif auprès du Conseil de l'Europe[incompréhensible]. Elle a des représentants permanents à New York, Vienne, Genève, Paris, Rome, Nairobi et à Strasbourg. Sa présidente est Alison Brown depuis 2022.
L'association s'appelait à l'origine Alliance internationale pour le suffrage des femmes (International Woman Suffrage Alliance, IWSA). Elle a alors pour but, note l'historienne Elizabeth Crawford, « d'agir en tant qu’organisme international pour stimuler chacune des associations nationales féminines en vue de parvenir au droit de vote ». Elle dispose d'un bulletin d'information, Jus suffragii, initialement publié en anglais, en allemand et en français.
De nos jours, le principe de base de l'AIF est que la pleine et égale jouissance des droits humains est due à toutes les femmes et les filles.

## Associations affiliées ou associées
- Allemagne : 

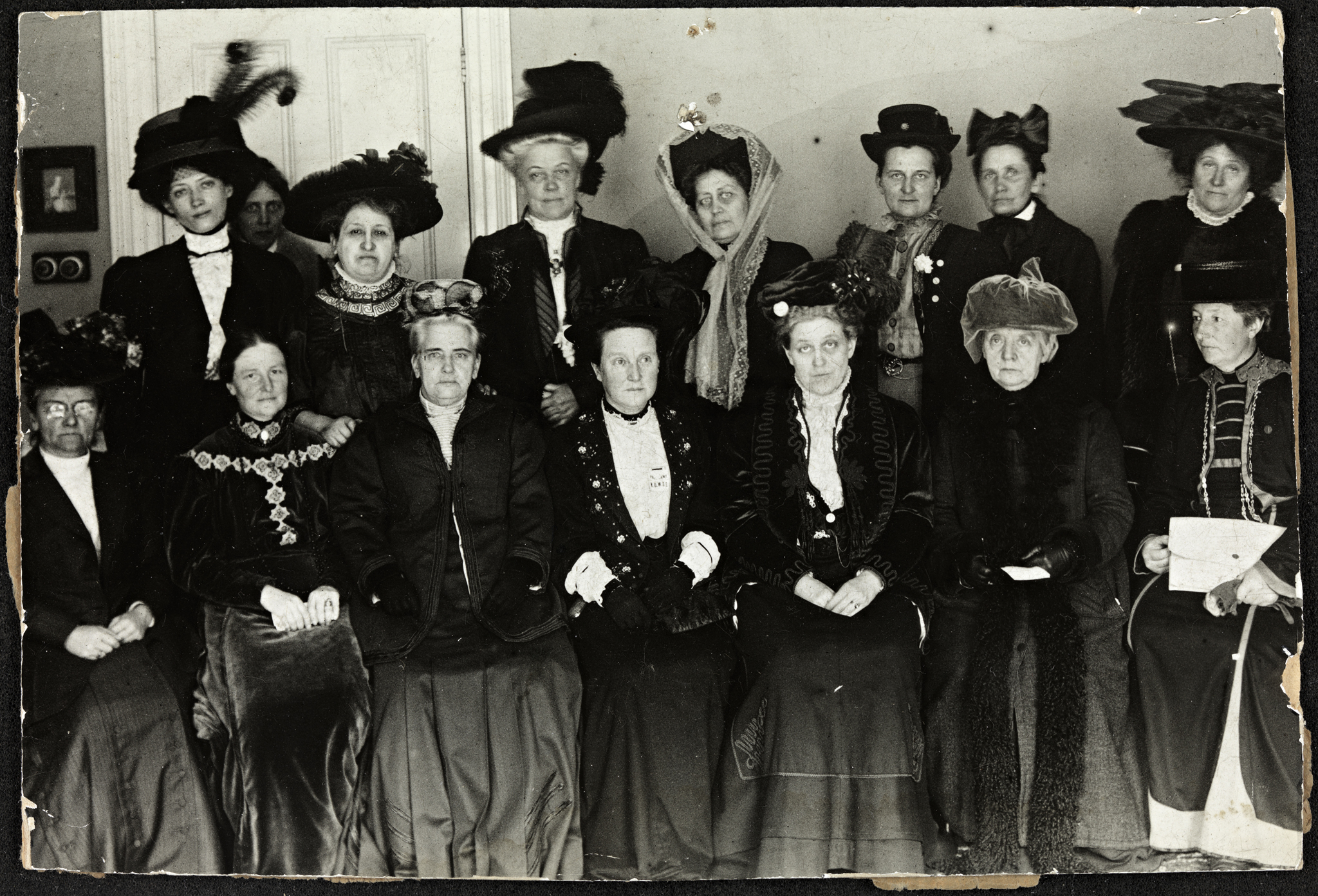
Congrès de l'Alliance pour le suffrage des femmes en 1909 à Londres. En haut, de gauche à droite : Thora Daugaard (Danemark), Louise Qvam (Norvège), Aletta Jacobs (Pays-Bas), Annie Furuhjelm (Finlande), Madame Mirowitch (Russie), Käthe Schirmacher (Allemagne), Madame Honneger (Suisse) et une femme non identifiée. En bas, de gauche à droite : femme non identifiée, Anna Bugge (Suède), Anna Howard Shaw (États-Unis), Millicent Fawcett (présidente, Royaume-Uni), Carrie Chapman Catt (États-Unis), F. M. Qvam (Norvège) et Anita Augspurg (Allemagne).

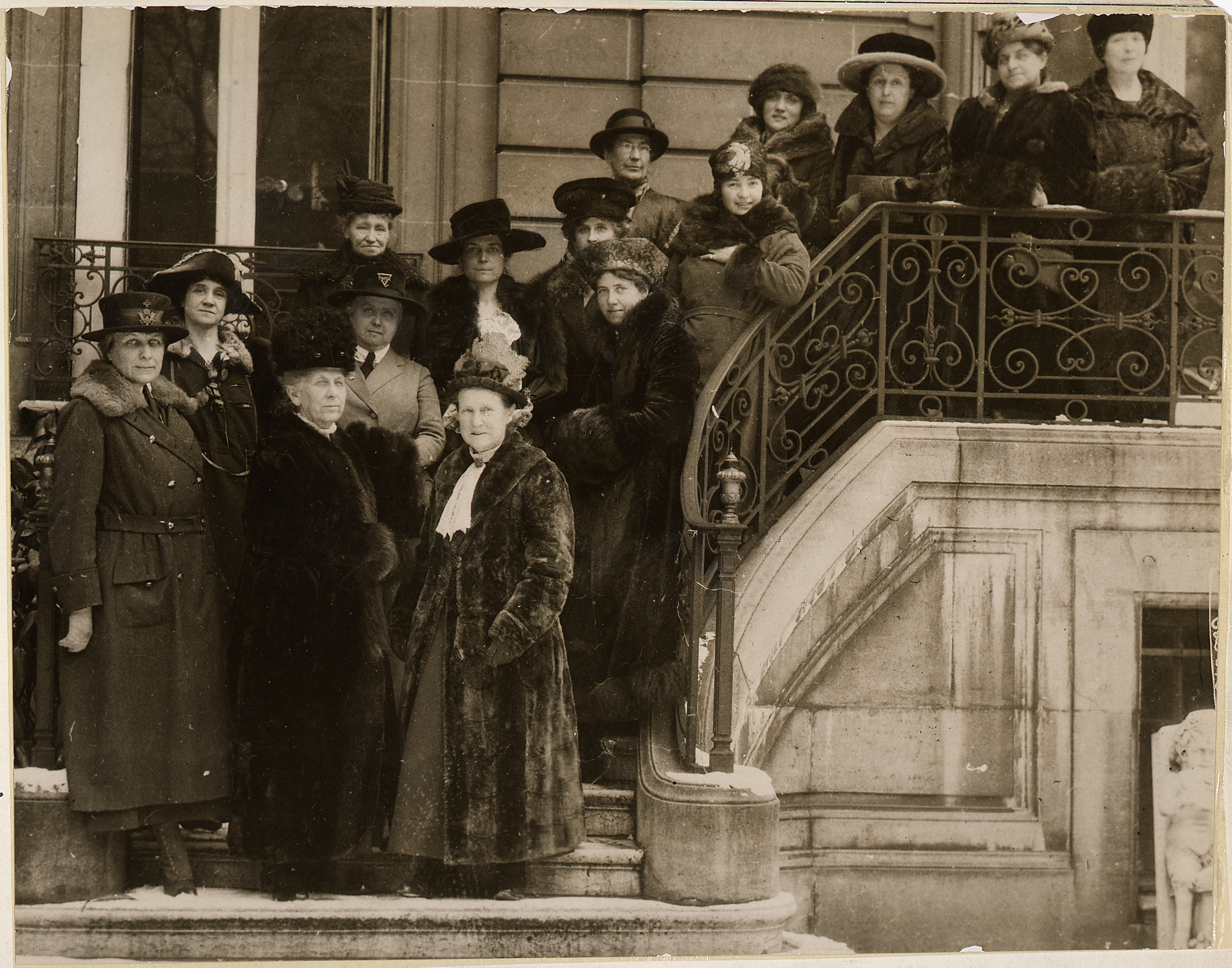
Délégation des femmes de l'Alliance internationale pour le suffrage des femmes, en 1919.

  - Association générale des femmes allemandes
  - Deutscher Verband für Frauenstimmrecht[4]
  - Deutscher Frauenring (de)
  - Frauen Netzwerk für Frieden
- Australie : Women's Electoral Lobby
- Bangladesh : Bangladesh Mahila Samity
- Burkina Faso : Fédération des femmes burkinabé
- Chypre : Pancyprian Movement Equal Rights & Equal Responsibilities
- Danemark : Société des femmes danoises
- États-Unis : Lucy Stone League
- Égypte : Union féministe égyptienne
- Finlande :
  - Unioni Naisasialiito Suomessa Ry,
  - Association des femmes finlandaises
- France :
  - Union française pour le suffrage des femmes[5]
  - Association des femmes de l'Europe méridionale
  - CILAF-LFDF
- Grèce : Ligue hellénique pour les droits des femmes
- Japon : League of Women Voters of Japan
- Hongrie : Association féministe (jusqu'en 1942)
- Inde : 
  - All India Women's Conference
  - Country Women’s Association of India
- Islande : Kvenrettindafelag Islands
- Israël : Israel Federation of the Organisation internationale des femmes sionistes
- Koweït : Union of Kuwaiti Women’s Associations
- Lituanie : Lithuanian Women’s Society
- Maurice : Mauritius Alliance of Women
- Norvège : Association norvégienne pour les droits des femmes
- Pakistan : All Pakistan Women's Association
- Pays-Bas : Nederlandse Vereniging voor Vrouwenbelangen
- Roumanie : 
  - Liga Femeilor Române
  - Liga Drepturilor și Datorilor Femeilor
- Royaume-Uni : National Union of Women's Suffrage Societies[5]
- Suède : 
  - Association nationale pour le droit de vote des femmes (jusqu'en 1921)
  - Frederika Bremer Förbundet
- Sri Lanka : Sri Lanka Women’s Conference
- Suisse : Association suisse pour les droits de la femme
- Turquie : Union des femmes turques (dissolution en 1935)[6]
- Zambie : Zambia Alliance of Women
- Coterie of Social Workers

## Liste des présidentes
- 1904–1923 : Carrie Chapman Catt (États-Unis)
- 1923–1946 : Dame Margery Corbett Ashby (Royaume-Uni)
- 1946–1952 : Hanna Rydh (Suède)
- 1952–1958 : Ester Graff (Danemark)
- 1958–1964 : Ezlynn Deraniyagala (Sri Lanka)
- 1964–1970 : Begum Anwar Ahmed (Pakistan)
- 1970–1973 : Edith Anrep (Suède)
- 1973–1979 : Irène de Lipkowski (France)
- 1979–1989 : Olive Bloomer (Royaume-Uni)
- 1989–1996 : Alice Yotopoulos-Marangopoulos (Grèce)
- 1996–2004 : Patricia Giles (Australie)
- 2004–2010 : Rosy Weiss (Autriche)
- 2010–2013 : Lyda Verstegen (Pays-Bas)
- 2013-2020 : Joanna Manganara (Grèce)
- 2020-2021 : Cheryl Hayles (Canada)
- 2021-2022 : Marion Böker (Allemagne)
- Depuis 2022 : Alison Brown (États-Unis)

## Liste des congrès

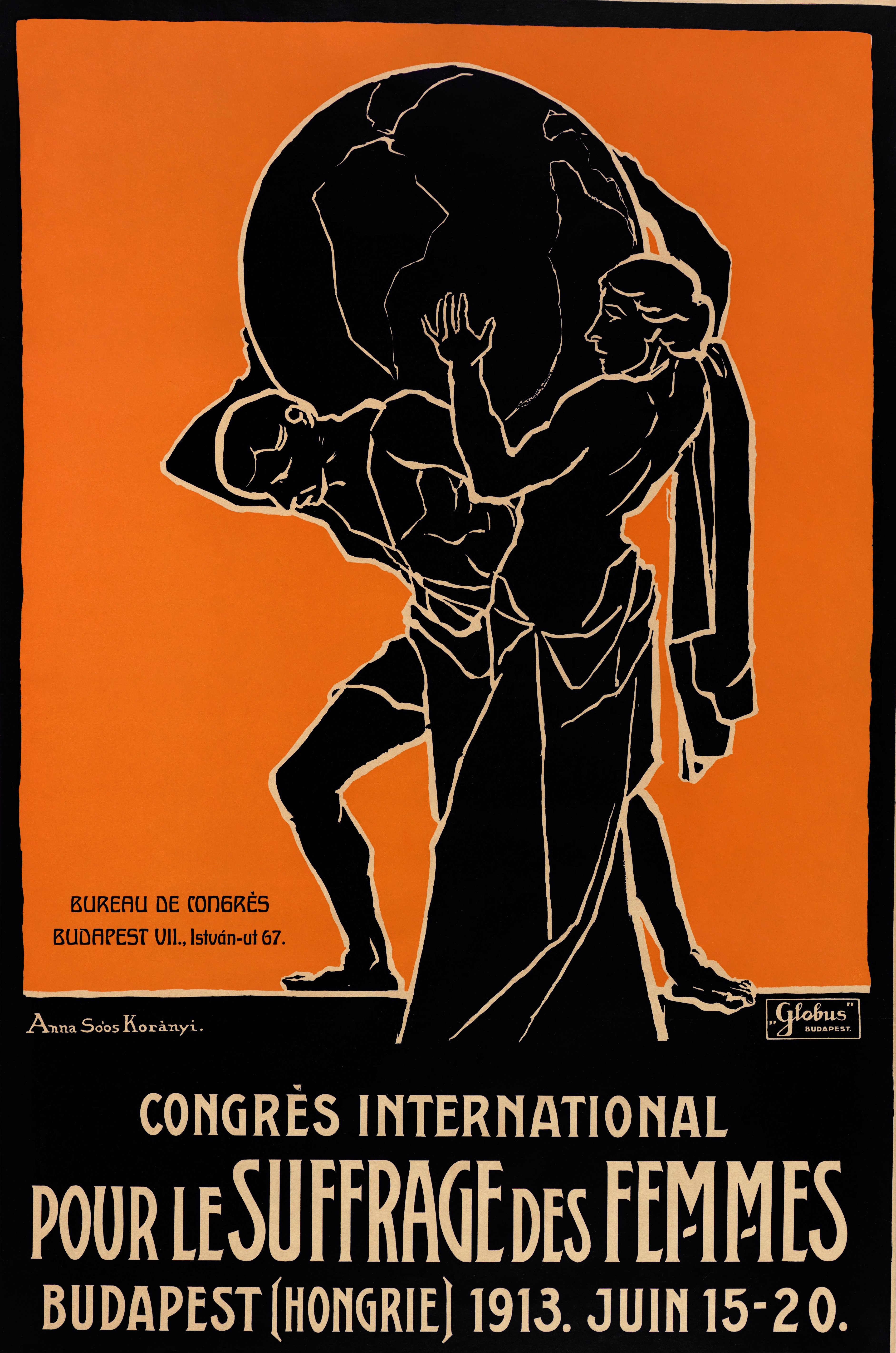
Affiche pour le congrès de l'Alliance internationale des femmes à Budapest en 1913. Elle est conservée par l'Union française pour le suffrage des femmes.

- 1er : 1902, réunion de planification pour la création de l'association à Washington (États-Unis)
- 2e : 1904, Berlin (Allemagne)
- 3e : 1906, Copenhague (Danemark)
- 4e : 1908, Amsterdam (Pays-Bas)
- 5e : 1909, Londres (Royaume-Uni)
- 6e : 1911, Stockholm (Suède)
- 7e : 1913, Budapest (Autriche-Hongrie)
- 8e : 1920, Genève (Suisse)
- 9e : 1923, Rome (Italie)[7]
- 10e : 1926, Paris (France), à la Sorbonne[8]
- 11e : 1929, Berlin (Allemagne)
- 12e : 18-24 avril 1935, Istanbul (Turquie), au palais de Yıldız[6]
- 13e : 1939, Copenhague (Danemark)
- 14e : 1946, Interlaken (Suisse)
- 15e : 1949, Amsterdam (Pays-Bas)
- 16e : 1952, Naples (Italie)
- 17e : 1955, Colombo (Ceylan)
- 18e : 1958, Athènes (Grèce)
- 19e : 1961, Dublin (Irlande)
- 21e : 1967, Angleterre
- 22e : 1970, Königstein (Allemagne)
- 23e : 1973, New Delhi (Inde)

### Personnalités liées
- Christine Bakker-van Bosse (1884-1973), féministe et pacifiste néerlandaise
- Elina Guimarães (1904-1991), juriste, écrivaine et militante féministe portugaise
- Adela Milčinović (1878-1968), femme de lettres, journaliste et féministe croate
- Mmabatho Ramagoshi, fonctionnaire du gouvernement d'Afrique du Sud
- Dorothee von Velsen (1883-1970), écrivaine, historienne, trésorière de l'IWSA à partir des années 1920[9]

### Sources et bibliographie
- Leila J. Rupp : «Transnational Women's Movements», European History Online, institut d'histoire européenne (en), Mayence, 2011, consulté´le 21 février 2013.